# Fluoruro manganoso
Il fluoruro manganoso, chiamato anche fluoruro di manganese(II) o difluoruro di manganese, è un composto chimico di manganese e fluoro, con formula MnF2. È un solido cristallino rosa chiaro, colore caratteristico dei composti di manganese(II): lo ione Mn2+ qui presente ha infatti configurazione elettronica d5 ad alto spin, il che comporta transizioni elettroniche d-d proibite.
Il sale, che ha struttura cristallina tetragonale (tipo rutilo), fonde a 856 °C ed è solo moderatamente solubile in acqua (10,6 g/L), ma si scioglie in acido fluoridrico (HF) diluito e in soluzioni acquose concentrate di acido cloridrico (HCl) o acido nitrico (HNO3).
Si ottiene trattando il manganese metallico, o anche l'ossido o l'idrossido o il carbonato di manganese(II), con acido fluoridrico:
{\displaystyle {\ce {MnCO3\,+\,2HF\to MnF2\,+\,H2O}}}
La reazione diretta con fluoro è meno consigliabile in quanto porta spesso ad una miscela di fluoruro manganoso e trifluoruro di manganese (MnF3).
Viene utilizzato nella produzione di tipi speciali di vetro e nella fabbricazione di alcuni laser. È un tipico esempio di materiale antiferromagnetico, con temperatura di Néel di 68 K.